# Krisiun
Ska ej blandas ihop med hemelektroniktillverkaren Kirisun.
Krisiun är ett brutal death metal-band som bildades 1990 och kommer från Ijuí, Rio Grande do Sul, Brasilien. Bandets låttexter handlar om antikristendom, satanism och mörker. Sångaren och basisten Alex Camargo, gitarristen Moyses Kolesne och trummisen Max Kolesne är bröder, Alex använder sin mors efternamn.

## Historia
Gruppen bildades 1990 av de tre bröderna Alex Camargo på sång och bas, Moyses Kolesne på gitarr och Max Kolesne på trummor. Samma år gick Altemir Souza med i bandet och tog rollen som andre gitarrist. Bandets första demo släpptes 1992, The Plague. Altemir Souza hoppade av det rullande death metal tåget samma år, då han inte hade samma gnista som sina vänner för musiken. 1993 medverkade bandet på två stycken splits, Curse of the Evil One/In Between the Truth och Krisiun / Harmony Dies. Den förstnämnda gav skivbolaget Rock Machine ut, medan Morbid Records och Rotthenness Records gav ut den sistnämnda.
Gruppens första EP, Unmerciful Order, släpptes 1994 av Dynamo Records som också kom att släppa gruppens debutalbum. Gitarristen Mauricio Nogueira från brasilianska thrash-/death metal-bandet Torture Squad, figurerar på albumet som andre gitarrist. Det var det enda albumet han var med på. Krisiun som nu än en gång bestod av endast tre stycken medlemmar släppte sitt debutalbum, Black Force Domain, den 14 augusti genom Dynamo Records.

## Medlemmar
Nuvarande medlemmar
- Alex Camargo – sång, basgitarr (1990– )
- Moyses Kolesne – gitarr (1990– )
- Max Kolesne – trummor (1990– )

Tidigare medlemmar
- Mauricio Nogueira – gitarr (1994)
- Altemir Souza – gitarr (1990–1992; död 2002)[2]

Turnerande medlemmar
- Marco Antônio Duarte – gitarr (2016–?)

## Diskografi
Demo
- 1992 – The Plague

Studioalbum
- 1995 – Black Force Domain
- 1998 – Apocalyptic Revelation
- 2000 – Conquerors of Armageddon
- 2001 – Ageless Venomous
- 2003 – Works of Carnage
- 2004 – Bloodshed
- 2006 – AssassiNation
- 2008 – Southern Storm
- 2011 – The Great Execution
- 2015 – Forged in Fury
- 2018 – Scourge Of The Enthroned

EP
- 1994 – Unmerciful Order

Singlar
- 1998 – "Advanced Tape 98" (kassett)

Samlingsalbum
- 2012 – Arise from Blackness

Video
- 2006 – Live Armageddon (DVD)

Annat
- 1993 – Curse of the Evil One/In Between the Truth (delad 12" vinyl med Violent Hate)
- 1993 – Rises from Black / Harmony Dies (delad 7" vinyl: Krisiun / Harmony Dies)
- 2001 – Scar Culture / Krisiun (delad kassett)